# Złoty Róg (Turcja)
Złoty Róg – zatoka Bosforu dzieląca Stambuł na dwie części: Stary Stambuł (na południu) i Beyoglu (na północy). Jej długość wynosi 12,2 km, szerokość do 800 m, głębokość do 42 m. Do zatoki uchodzą rzeki Kâğıthane i Alibey.
Brzegi Złotego Rogu spinają cztery mosty: Most Galaty (otwarty w 1836), Atatürka (otwarty w 1940), Haliç (otwarty w 1974) oraz Haliç Metro Köprüsü (otwarty 15 lutego 2014).
W 1503 roku Leonardo da Vinci zaprojektował projekt mostu, który miał przechodzić przez Złoty Róg.